# Megachile puncticollis
Megachile puncticollis är en biart som beskrevs av Heinrich Friese 1903. Megachile puncticollis ingår i släktet tapetserarbin, och familjen buksamlarbin. Inga underarter finns listade i Catalogue of Life.